# ベルゲン

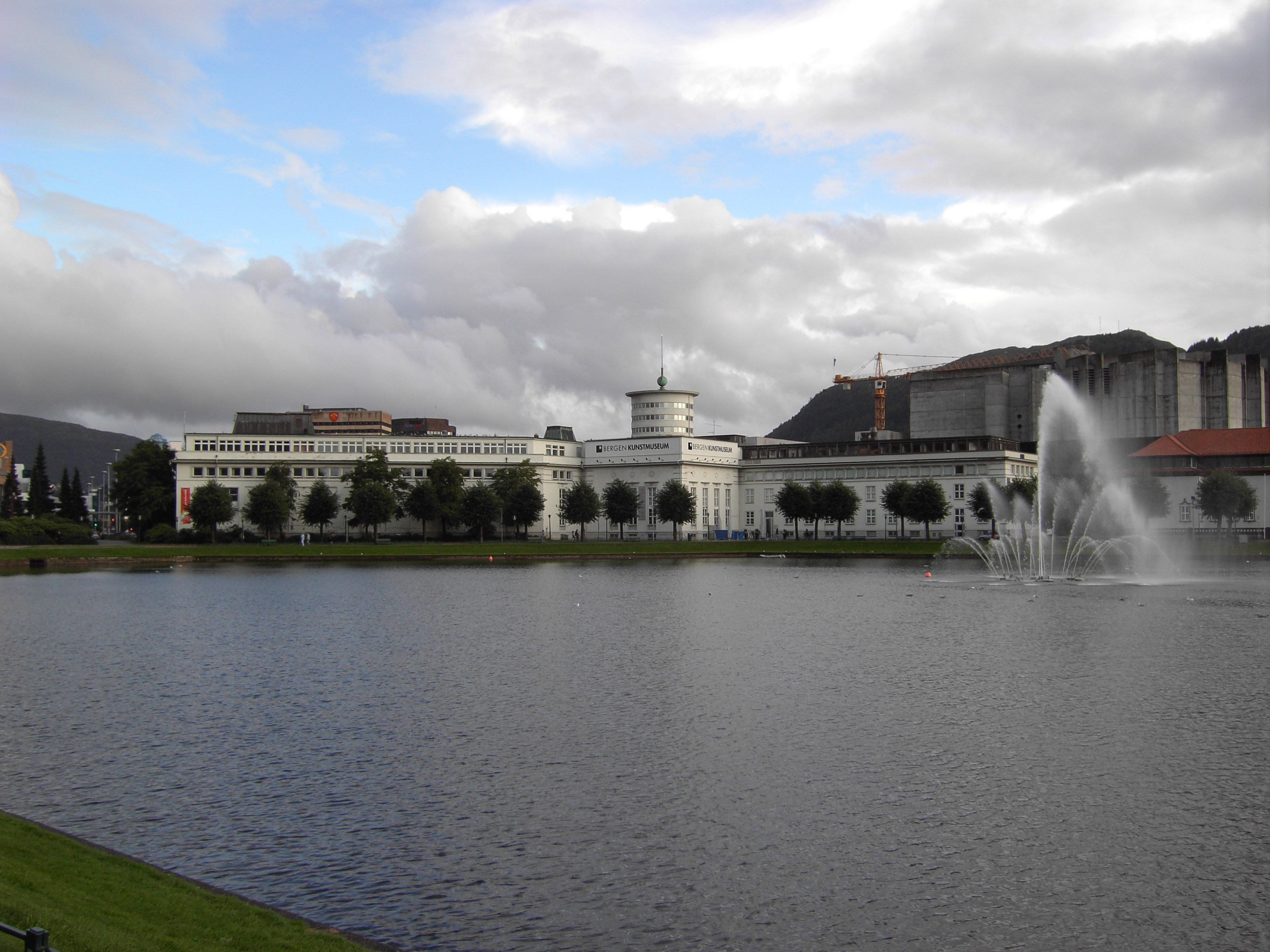
小ルンゲゴース湖よりコーデー・ベルゲン美術館

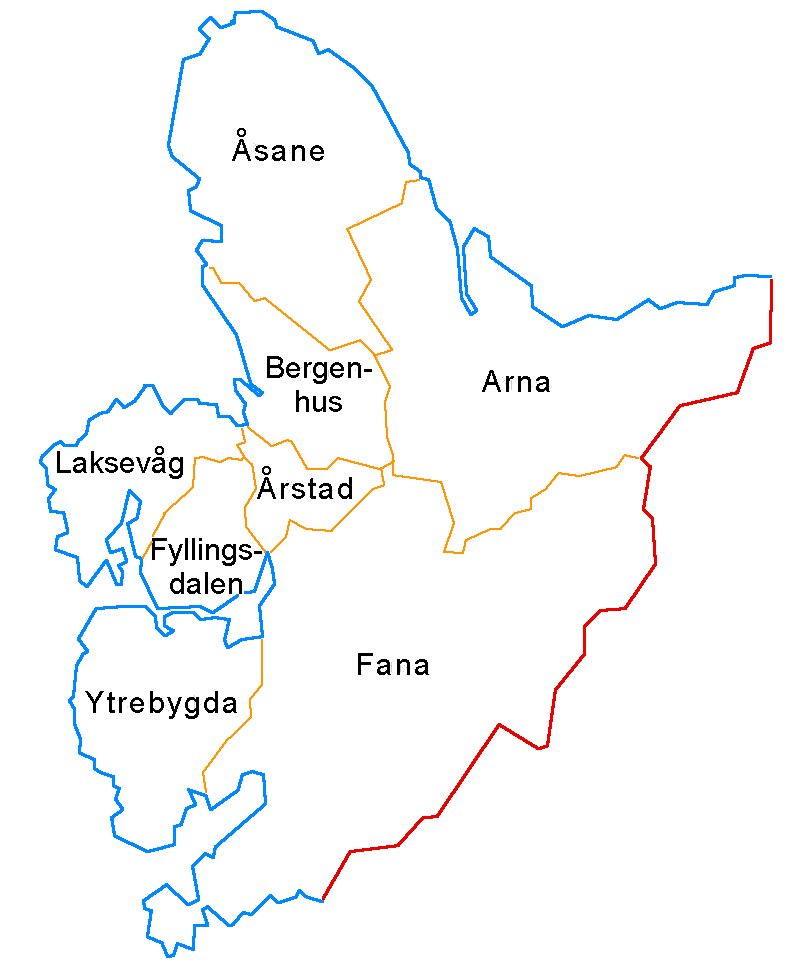
ベルゲンの行政区

ベルゲン（ノルウェー語: Bergen, ノルウェー語発音: [ˈbærɡən] ( 音声ファイル)）は、ノルウェー西岸ヴェストラン地方ヴェストラン県の県庁所在地および基礎自治体である。2023年現在の人口はベルゲン自治体全域で289,330人で、ノルウェーでは首都オスロに次ぐ規模の都市である。自治体の面積は465 km2で、ベルゲン半島に位置し市中心部や北部の地区はビフィヨルン（Byfjorden）に位置しベルゲンの街は7つの山を中心に形作られている。多くの郊外の自治体が島嶼にある。ベルゲンはホランダラン県の行政の中心地で、アルナ（Arna）、オルスタド（Årstad）、オサネ（Åsane）、ベルゲンフス（Bergenhus）、ファナ（Fana）、フィリングスダレン（Fyllingsdalen）、ラクセヴォグ（Laksevåg）、イトレビグダ（Ytrebygda）の8つの行政区で構成されている。
ベルゲンでの交易は1020年代の初期に始められたとされるが、 1070年まで都市としては組織されなかった。ベルゲンは1217年から1299年までノルウェーの首都であり、13世紀後半からはハンザ同盟都市となった。海産物交易で中世、北欧随一の繁栄を築くに至った。1789年までベルゲンはノルウェー北部と国外の仲介交易の独占権を謳歌していた。波止場やブリッゲンが残され、世界遺産になっている。ベルゲンは多くの火災に見舞われてきた。公立のビジネススクールであるノルウェー経済高等学院が1936年に設立され、ベルゲン大学が1946年に設立されている。1831年から1972年までベルゲンは独立した県であった。その後、ベルゲンは周辺の自治体と大合併が行われている。ベルゲンは国際的な養殖業、海運、海洋石油産業、海底技術の中心地でノルウェーの学術、観光、金融の中心都市でもある。

## 歴史
ベルゲンは伝統的にハーラル3世の子オーラヴ3世によって1070年に創建されたと考えられ ている。ヴァイキング時代終焉から4年後のことである。しかしながら、現代の調査ではすでに1020年代から1030年代に交易地として集落が形成されていたことが発見されている。1236年にはドイツのハンザ商人によって商館が建てられ、13世紀末にはハンザ同盟の在外四大拠点のひとつが存在する町となり、各地から商人、職工が集まって現在のブリッゲン (Bryggen) 地区の旧市街（世界遺産）を形成した。ベルゲンの重要性は、ハンザ商人が独占した、ノルウェー海の海産物（特に北部ノルウェーの干しダラ）の交易によるもので、この交易は1100年頃には始まっていた。
14世紀にはベルゲンはノルウェーの交易の中心としての地位を確立した。ハンザ商人たちは町に独自の居住区を作り、中世低地ドイツ語を用い、毎年夏にベルゲンにやってくる北部の漁師との独占的な取引の権利を享受していた。今日、ベルゲンの古い波止場やブリッゲンはUNESCOの世界遺産となっている。
ベルゲンの町は歴史を通して多くの大火に襲われている。1198年のノルウェー内戦時にビルケバイネル(白樺の骨)派と対立するバグレル(《パンの》ベーグル)派によって町に火が放たれた。1248年にHolmenとSverresborgが燃え、11の教会が焼失している。次いで1413年にも大火が町を襲い、14の教会が焼失した。1428年にベルゲンはハンザ同盟の意を受けた海賊に略奪を受けたが、1455年にムンケリヴ修道院が焼け落ちた火も同じ海賊の放ったものである。1476年にブリッゲンが酔った商人により全焼している。1582年には市の中心部とストランシデン（Strandsiden）が火災に見舞われている。1675年にオヴリガーテン（Øvregaten）で105の建物が焼失し、1686年に再びストランシデンを大火が襲い231街区と218の船小屋が焼失した。1702年の大火では市街の90%が焼失し灰に帰した。1751年にはVågsbunnenで大火。1756年には再びストランシデンを襲った火災が1,500の建物を焼損。ストランシデンはさらに1771年、1901年にも火災に見舞われた。1916年には市の中心部で300の建物が焼失し、1955年にはブリッゲンの一部が焼失した。
1349年、軽率にもノルウェーには黒死病をもたらしたのは、ベルゲンに到着したイングランド船の乗組員だった。15世紀にはベルゲンの町は幾度となくヴィクチュアル・ブラザーと呼ばれる私的に雇われた略奪のプロにより襲撃された。1429年に略奪団は城と町のかなりの部分を焼くことに成功している。1536年、国王はサクソン商人をノルウェーの市民になるか故郷に帰るかどちらかを強制するにいたり、これによりサクソン人の影響力は低下を告げた。1665年、ベルゲン港ではイギリス船と町の守備隊などが支援するオランダ船との間でヴォーゲンの戦いが起こった。
15世紀や16世紀を通じてベルゲンはスカンジナビア最大の都市として残り、1830年代までオスロが首都として大都市になるまでノルウェー最大の都市であった。また、ベルゲンは、ノルウェー北部の貿易の独占権を1789年まで維持していた。
第二次世界大戦時には1940年4月9日、ナチス・ドイツがノルウェーに侵攻を開始（ノルウェーの戦い）。ベルゲンには侵攻初日にドイツ軍が上陸して市内が占領された。その後しばらくしてドイツの艦船とノルウェーの要塞砲の間で戦闘が起こった。ドイツ占領中の1944年4月20日に120トン以上の爆薬を積んで停泊していたオランダの貨物船フールボーデ号が爆発し約150人が死亡し歴史的な建物が被害を受けている。ベルゲンは港のドイツの艦船を攻撃目標とした空爆を連合国からいく度か受けており、民間人の死傷者は100人程度になる。
ベルゲンは1831年以来、1972年までホルダラン県とは別に独自の県にあった。ベルゲン自治体が設立されたのは1838年1月1日でベルゲン郊外自治体が統合されたのは1877年1月1日である。
郊外の自治体であるオルスタンドは1915年7月1日にベルゲンに合併されている。アルナ、ファナ、ラクセヴォグ、オサネがベルゲンに合併されたのは1972年7月1日のことで、同時にベルゲン市は独自の県としての地位を失い現在の自治体範囲が確定している。ベルゲンは、現在、ヴェストラン県の一自治体である。

### 地名
古ノルド語ではベルグヴィンBergvinやビョールグヴィンBjǫrgvin でアイスランド語やフェロー語ではビュールグヴィン Björgvinとなっている。最初の要素であるberg (n.) や bjǫrg (n.)は山を意味し、最後のvinは新しい集落として牧草地や草原、湿地を使用したこと意味する。全部の意味では山間の草地や牧草地を意味する語になる。
この名称は現在のベルゲンには適当なものでベルゲンはしばしば、「七つの山の間の都市」と呼ばれ彫刻家のルドヴィグ・ホルベルグは七つの山からローマの七つの丘を震撼し類似する故郷の7つの山をあがむべきと決めたが、地元の人々の間にはこれにたいして異論もある。1918年にビュルグヴィンの名称を市名に再採用しようというキャンペーンがあったが、これは廃れた。しかし、ノルウェー国教会はビエルグヴィン（Bjørgvin）の名称を教区名に変更している。

## 地理

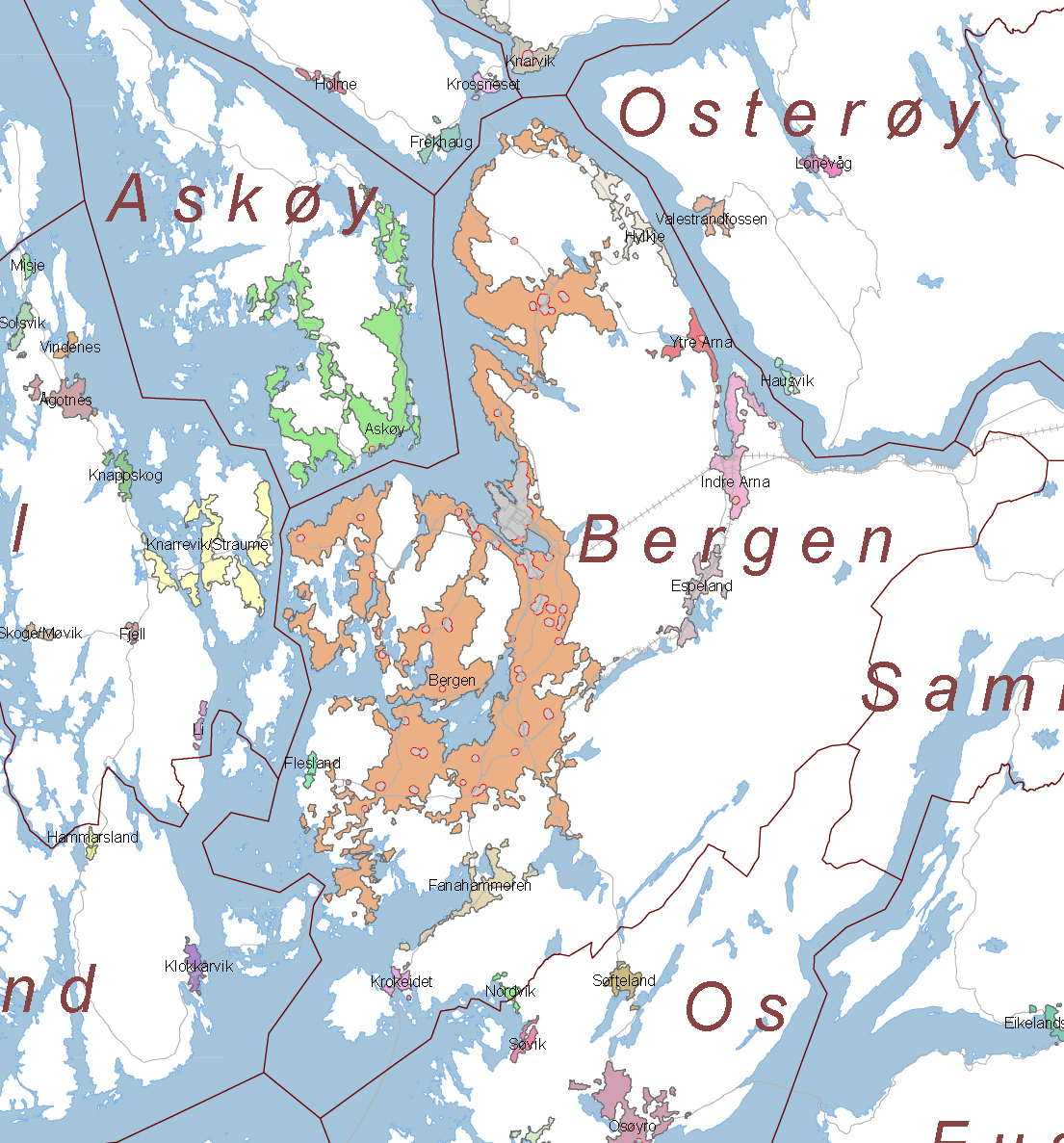
ベルゲン都市域

ベルゲンは、ミドホルダラン地方中西部のベルゲン半島に位置する。ベルゲン自治体の面積は465km2あり、ほとんどの市街地は湾かフィヨルドの近くに位置し、いくつかの山が市街地にそびえている。ベルゲン中心部の周辺にはベルゲンの7人の娘と称されるサンドヴィーク山 (Sandviksfjellet)、ルンネマーネン (Rundemanen)、フロイエン (Fløyen)、ウルリーケン (Ulriken)、レーヴスタッケンLøvstakken、ダームスゴース山 (Damsgårdsfjellet)、リーデルホルン (Lyderhorn)の7つの山に背後を囲まれ、これにはさらに9つの山ウルリケン（Ulriken）、フロイエン（Fløyen）、レヴストッケン（Løvstakken）、ダムスゴルスシュフィエレ（Damsgårdsfjellet）、リダルホルン（Lyderhorn）、ソンドヴィクスフィエレ（Sandviksfjellet）、ブルモーネン（Blåmanen）、ルンデモネン（Rundemanen）、オスケイフィエレ（Askøyfjellet）が加わる。グルフィエレ（Gullfjellet）はベルゲンでは一番高い山で、海抜987 meters (3,238 ft)である。

## 気候
ベルゲンは海洋性気候で比較的穏やかな冬と涼しい夏が訪れる。ケッペンの気候区分では西岸海洋性気候（Cfb）に属す。ベルゲンは北緯60度の高緯度にあるが、天候は緯度の割に穏やかである。冬はノルウェーの中でも温暖な場所の一つ（より南にある首都オスロよりも温暖）で、これはメキシコ湾流（ガルフストリーム）の影響である。ベルゲンは降水量に恵まれ年間平均降水量は2,334.1 mmに上る。降水量が多い原因として、ベルゲン周辺部の山に囲まれた地形に北大西洋の湿った空気がぶつかることによって生じる地形性降雨が見られることにある。2006年10月29日から翌年の2007年1月21日にかけては毎日降水が見られ85日間連続していた。降水量が豊富なため、毎年大雨はいつでも起こる可能性がある。

ベルゲンでの最高気温の記録は2019年に33.4 °Cを記録している。一方、最低気温は1987年に−16.3 °Cを記録した。量が多い降水量は、しばしば都市のマーケティングに利用され、雨量を示したグラフを使った絵はがきが市内では売られている。天気が変わりやすいため市内では時折、傘の自動販売機を見かけるがこれらはあまり成功していない。天気が悪くなっても、少し雨宿りすると急に天気が良くなる場合もあり、その逆に晴れていても雲が流れて来て急に雨や霰に見舞われる場合もある。
| ベルゲン（1991～2020）の気候                            | ベルゲン（1991～2020）の気候 | ベルゲン（1991～2020）の気候 | ベルゲン（1991～2020）の気候 | ベルゲン（1991～2020）の気候 | ベルゲン（1991～2020）の気候 | ベルゲン（1991～2020）の気候 | ベルゲン（1991～2020）の気候 | ベルゲン（1991～2020）の気候 | ベルゲン（1991～2020）の気候 | ベルゲン（1991～2020）の気候 | ベルゲン（1991～2020）の気候 | ベルゲン（1991～2020）の気候 | ベルゲン（1991～2020）の気候 |
| 月                                                      | 1月                          | 2月                          | 3月                          | 4月                          | 5月                          | 6月                          | 7月                          | 8月                          | 9月                          | 10月                         | 11月                         | 12月                         | 年                           |
| ------------------------------------------------------- | ---------------------------- | ---------------------------- | ---------------------------- | ---------------------------- | ---------------------------- | ---------------------------- | ---------------------------- | ---------------------------- | ---------------------------- | ---------------------------- | ---------------------------- | ---------------------------- | ---------------------------- |
| 最高気温記録 °C （°F）                                  | 16.2 (61.2)                  | 13.5 (56.3)                  | 19.8 (67.6)                  | 25.5 (77.9)                  | 31.2 (88.2)                  | 31.8 (89.2)                  | 33.4 (92.1)                  | 30.7 (87.3)                  | 27.6 (81.7)                  | 23.8 (74.8)                  | 17.9 (64.2)                  | 16.4 (61.5)                  | 33.4 (92.1)                  |
| 平均最高気温 °C （°F）                                  | 4.6 (40.3)                   | 4.9 (40.8)                   | 6.9 (44.4)                   | 11.1 (52)                    | 15.0 (59)                    | 17.7 (63.9)                  | 19.5 (67.1)                  | 19.3 (66.7)                  | 16.1 (61)                    | 11.7 (53.1)                  | 7.7 (45.9)                   | 5.2 (41.4)                   | 11.6 (52.9)                  |
| 日平均気温 °C （°F）                                    | 2.6 (36.7)                   | 2.4 (36.3)                   | 3.9 (39)                     | 7.2 (45)                     | 10.6 (51.1)                  | 13.6 (56.5)                  | 15.5 (59.9)                  | 15.4 (59.7)                  | 12.6 (54.7)                  | 8.6 (47.5)                   | 5.3 (41.5)                   | 3.1 (37.6)                   | 8.4 (47.1)                   |
| 平均最低気温 °C （°F）                                  | 0.6 (33.1)                   | 0.3 (32.5)                   | 1.4 (34.5)                   | 4.0 (39.2)                   | 6.9 (44.4)                   | 10.1 (50.2)                  | 12.3 (54.1)                  | 12.5 (54.5)                  | 9.9 (49.8)                   | 6.2 (43.2)                   | 3.2 (37.8)                   | 1.1 (34)                     | 5.7 (42.3)                   |
| 最低気温記録 °C （°F）                                  | −16.3 (2.7)                  | −15.1 (4.8)                  | −12.0 (10.4)                 | −9.6 (14.7)                  | −3.2 (26.2)                  | 1.7 (35.1)                   | 4.7 (40.5)                   | 4.4 (39.9)                   | −0.1 (31.8)                  | −5.5 (22.1)                  | −10.4 (13.3)                 | −13.7 (7.3)                  | −16.3 (2.7)                  |
| 降水量 mm （inch）                                      | 232.4 (9.15)                 | 196.1 (7.72)                 | 187.6 (7.386)                | 132.8 (5.228)                | 102.3 (4.028)                | 127.0 (5)                    | 148.0 (5.827)                | 188.9 (7.437)                | 230.1 (9.059)                | 255.7 (10.067)               | 261.1 (10.28)                | 272.1 (10.713)               | 2,334.1 (91.895)             |
| 出典：http://www.pogodaiklimat.ru/climate2.php?id=01317 |                              |                              |                              |                              |                              |                              |                              |                              |                              |                              |                              |                              |                              |

### 環境問題
近年では降水量や風が増えて来ている。2005年後半には大雨によって洪水や土砂崩れが起きており、この年の9月14日には3人が死亡する最悪な災害となった。気候変動により今後土砂崩れや洪水がより強いものになることも考えられる。自治体では消防局に24人の隊員による土砂崩れや他の自然災害に対応したレスキュー隊を創設した 。
他のベルゲンにおける環境面のリスクとして、海面上昇が上げられている。すでに今日、  ブリッゲンでは定期的に起こる海面上昇による極端な潮汐による潮害がベルゲンでは問題になっている。海面上昇や潮の満ち引きを緩やかにし、町やユネスコの世界遺産であるブリッゲンを保護するため防潮堤や郊外に港を造ることが提案されている。

## 統計

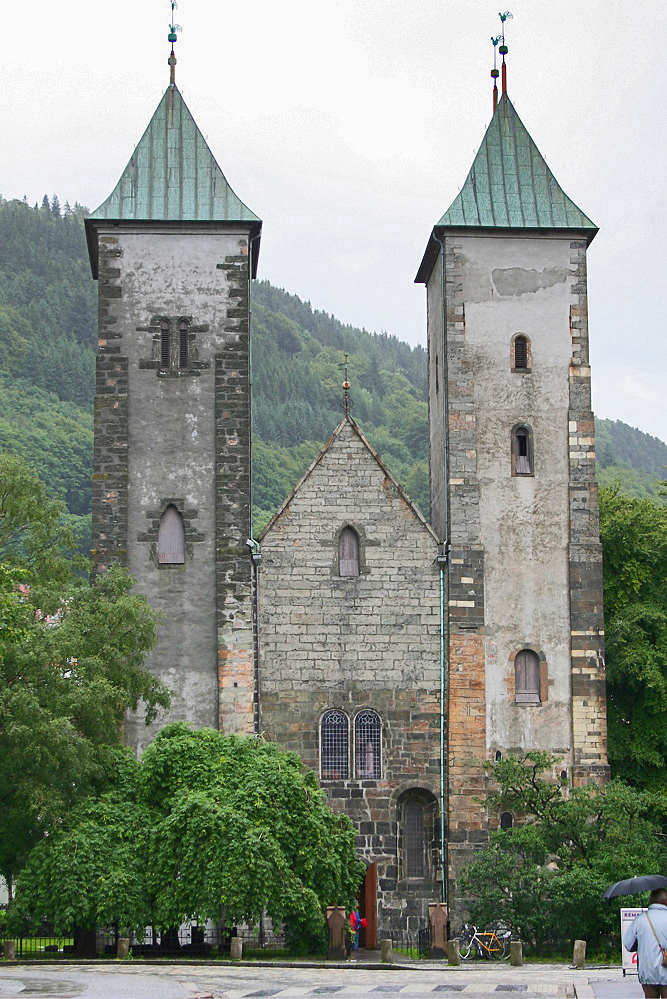
聖マリア教会

ベルゲンの人口の88.8%はノルウェー人で、2.1%は西側諸国を素地とする1世や2世の移民で、6.6%は西側諸国以外を素地とする1世や2世の移民である。2009年には4,459人、1.8%の人口増加であった。人口の96%は市街地に居住している。2002年の17歳以上の平均収入は男性が426,000ノルウェー・クローネ、17歳以上の女性が238,000ノルウェー・クローネでトータルでの平均は333,000ノルウェー・クローネであった。性比は20-39歳のグループで女性100に対して男性104.6で、人口の22.8%が17歳以下、4.5%が80歳以上であった。
ベルゲンにおける移民の人口は23,682人で164カ国を素地としており、2008年現在ベルゲンの全人口の9.56%を占めている。移民の40.8%はヨーロッパ、36.8%がアジア、7.8%がアフリカ、2.5%がラテンアメリカ、2.5%が北アメリカ、0.5%がオセアニアを素地としている。1993-2008年の期間でベルゲンの移民の人口は119.7%増加しており、この間のノルウェー人の人口は8.1%で、ノルウェーの全国平均は移民が138.0%、ノルウェー人が4.2%であった。人口増加数に占める移民の割合は1993-2008年の期間でオスロの84.5%と比べるとベルゲンの人口増加数の43.6%、ノルウェーの人口増加数の60.8%を達し、増加した人口のかなりの割合を移民が占めていることになる。
移民の人口はベルゲンでは1970年以来多くなっており、1986年1月1日現在では2,870人が西側諸国以外を素地としていた。2006年の統計では14,630人が西側諸国以外を素地とし1986年と比較すると約5倍に増加している。この間、ノルウェー全国平均の6倍の増加に比べると若干緩やかなものとなっている。1986年には自治体の全人口に占める西側諸国以外の移民の割合は3.6%であったが2006年1月にはベルゲンの全人口に占める割合は6%に増加している。西側諸国の移民は2%台をこの期間保っている。ポーランド人の移民は697人から2010年には3,128人に増加した。
ノルウェー国教会はベルゲンでは最大の割合を占め、2012年には201,006人（79.74%）の市民が信仰している。ベルゲンはボルグヴィン司教区とベルゲン大聖堂の本拠地でその中で顕著なものは聖ヨハネス教会で市街ではもっとも目立つ。国教会に続くものは無信仰で52,059人（13.55%）である 。12,000人は聖ポール教会のカトリック教会に属する。4,947人はそれぞれ異なったプロテスタントや自由教会などである。2,707人はイスラム教、816人がヒンドゥー教、255人がロシア正教会、147人が正教会となっている。
| 行政区                           | 人口    | %    | 面積 (km2) | %    | 人口密度 (/km2) |
| -------------------------------- | ------- | ---- | ---------- | ---- | --------------- |
| アルナ Arna                      | 12,680  | 4.9  | 102.44     | 22.0 | 123             |
| ベルゲンフス Bergenhus           | 38,544  | 14.8 | 26.58      | 5.7  | 4.415           |
| ファナ Fana                      | 38,317  | 14.8 | 159.70     | 34.3 | 239             |
| フィリングスダレン Fyllingsdalen | 28,844  | 11.1 | 18.84      | 4.0  | 1.530           |
| ラクセヴォグ Laksevåg            | 38,391  | 14.8 | 32.72      | 7.0  | 1.173           |
| イトレビグダ Ytrebygda           | 25,710  | 9.9  | 39.61      | 8.5  | 649             |
| オルスタンド Årstad              | 37,614  | 14.5 | 14.78      | 3.2  | 4.440           |
| オサネ Åsane                     | 39,534  | 15.2 | 71.01      | 15.2 | 556             |
| 記載無し                         | 758     |      |            |      |                 |
| 合計                             | 260,392 | 100  | 465.68     | 100  | 559             |

## 都市計画

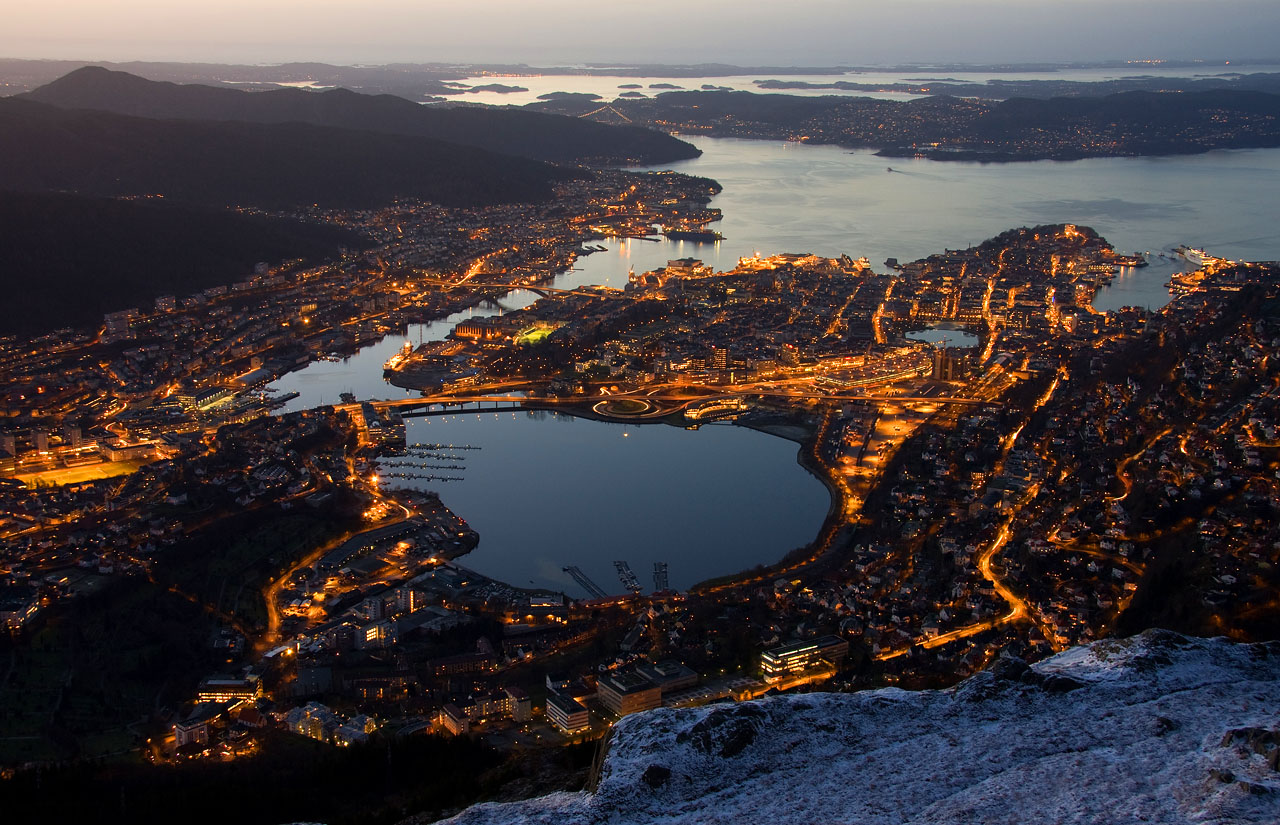
ウルリケン山からのベルゲン市街の眺め

ベルゲンの中心部は自治体内の西側に位置しバイフィヨルド（Byfjorden）に面している。数の定義で問題があるがベルゲンは7人娘の愛称で知られる山に市街地が囲まれている。ベルゲンの市街地は北、西、南側にそれぞれ広がり東側は大山塊となっている。市中心部の郊外や近隣の街区に1950年代より造られ始めたまばらな住宅地に大部分の人は居住している。その間、いくつかは高層住宅やテラスハウスなどが占めるようになってきた。他には単身者の住宅も占めている。

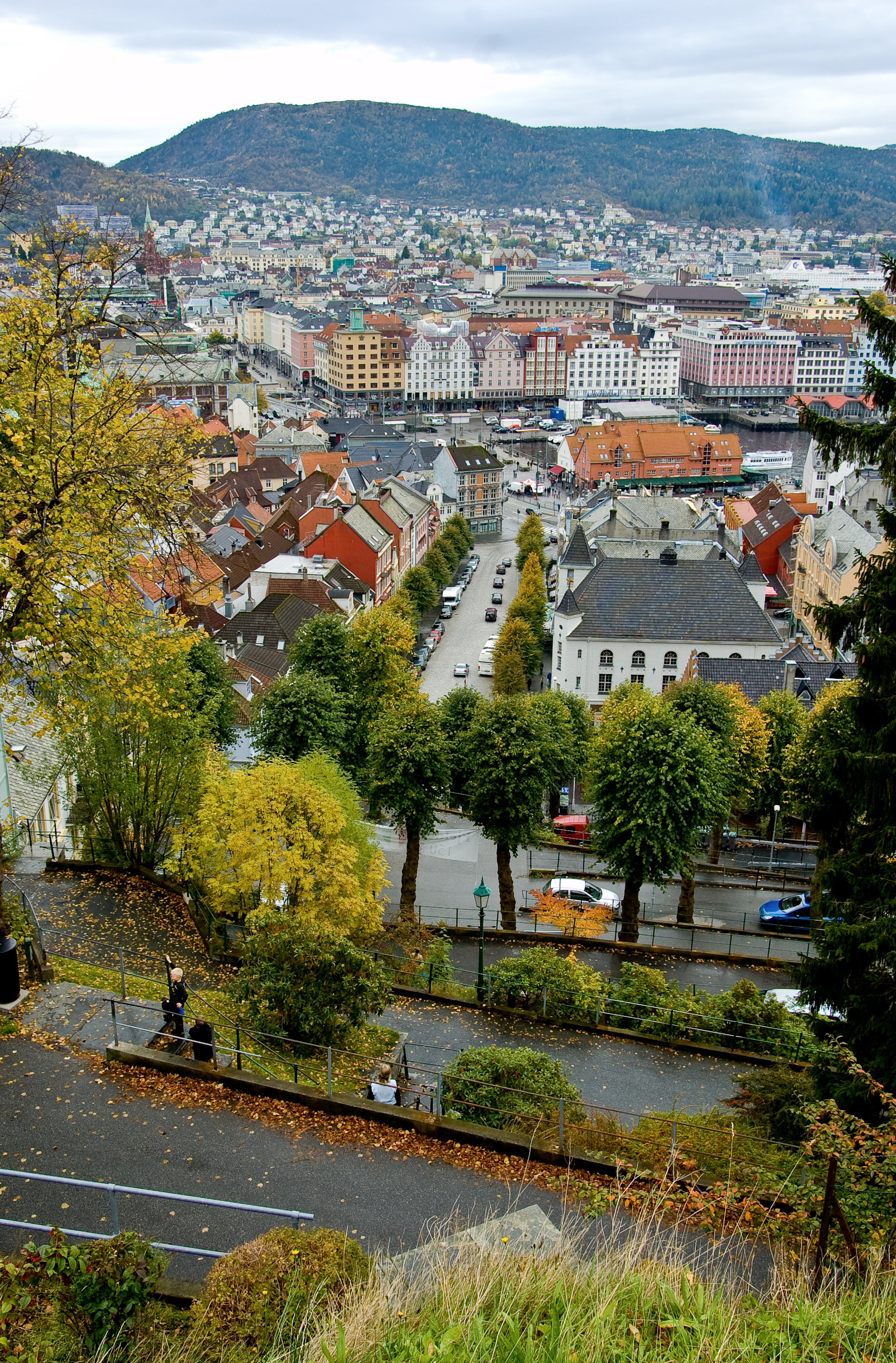
中心部のトルゲアルメンニンゲン

ベルゲンの旧市街は中心部のベルゲン港（Vågen）周辺である。もともとは湾の東側が中心部となっていたが、ベルゲンの拡大によって西や南に広がった。古い時代の建物は少し残されており聖マリア教会はもっとも重要な建物で12世紀以来のものである。数百年間にわたりベルゲンの市街の範囲はほぼ一定であった。人口増加は停滞し都市の範囲も狭いものであった。
1702年にベルゲンは大火に見舞われ、ほとんどのベルゲンの古い建物はその後中世のスタイルで建て直されたブリッゲンを含めこの火災の後に建てられたものである。火はタールで覆われた家や丸太で出来た住居にとくに燃え広がり、ペンキの塗られたものやいくつかの煉瓦で覆われた木の住宅にも広がった。

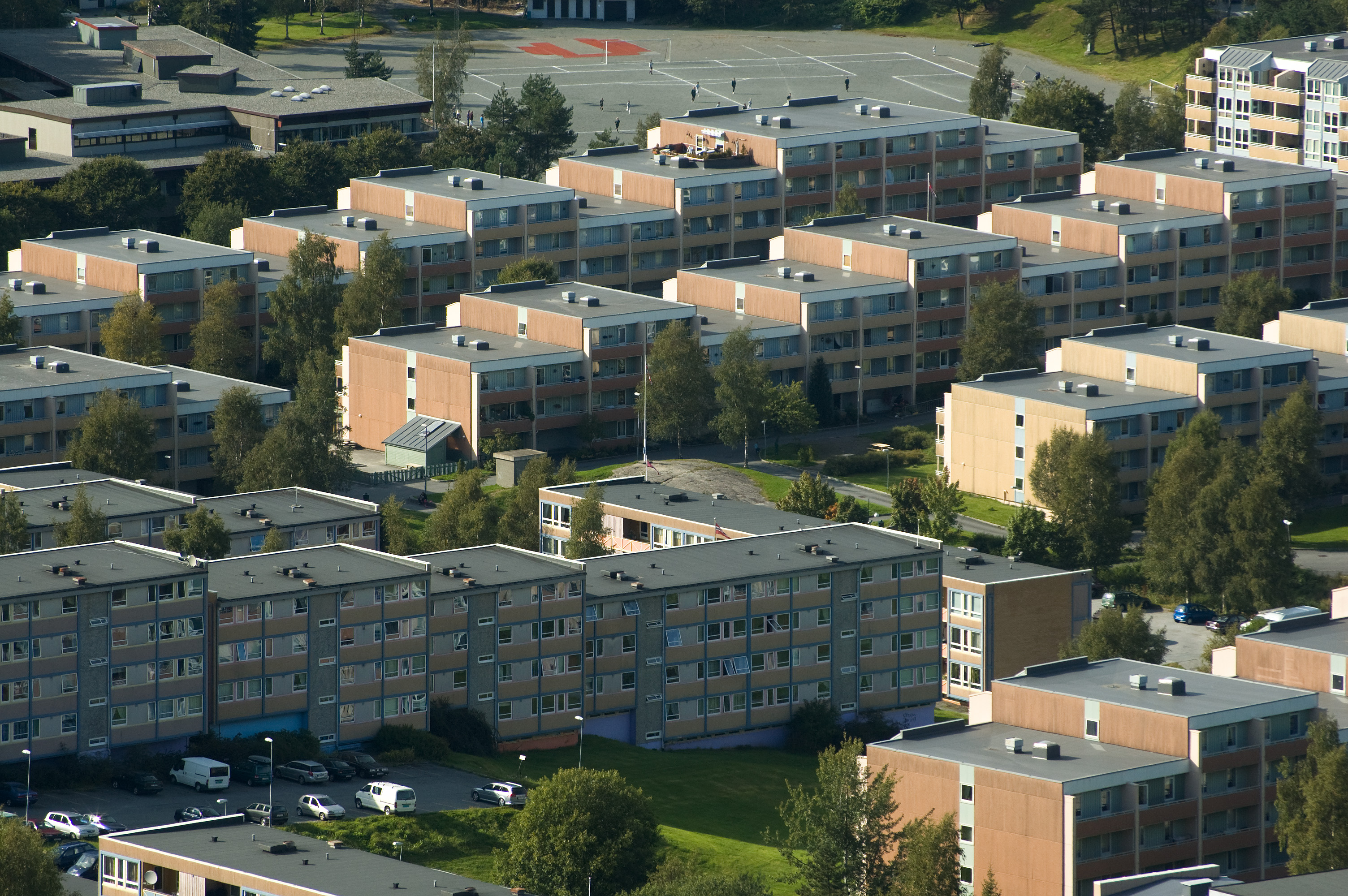
フィリングスダレンの現代的な住宅地

19世紀後半急速に町は拡張と近代化が行われた。1855年のトルゲアルメンニンゲンでの火災は市中心部に整然とした大きさの市街の開発を生じさせた。都市の範囲が1876年に拡張しニゴルド（Nygård）、メフレンプリス（Møhlenpris）、サンドヴィンケン（Sandviken）では都市化と大規模な住宅地区の建設が貧しい箇所、富裕な箇所両方で行われた。建築家たちは歴史主義建築、古典主義、アール・ヌーヴォーなど様々な建築様式から影響を受けた。富裕層はヴィラをメフレンプリスとニゴルドの間とフロイエンに建て、1876年にベルゲンに加えた。都市化は同時にオルスタンドのソルヘイムスヴィンケンでも起こった。これらの自治体は当時、ベルゲンの外側の自治体で産業集積の中心となる地区であった。労働者の住宅は乏しい状態で建てられ、1960年代から1980年代のに行われた大規模な再開発後も少し残っていた。
オルスタンドがベルゲンの一部となった1916年に新しい地区の開発が認可され、市内のいくつかの街区も同様に計画された。多くの労働者階級が持ち家を建て、多くが小さく分離したアパートメントとして建てられた。第二次世界大戦後、ベルゲンでは当初の計画に反して大規模な高層住宅をランドス（Landås）に1950年代から1960年代に建築している。ベルゲンは1955年、フィリングスダレン（Fyllingsdalen）をファナ自治体から取得した。フィリングスダレンはモダンな高層住宅と単身者世帯の住宅が開発され、1960年代と1970年代に同様の開発がベルゲン市外の郊外で行われている。

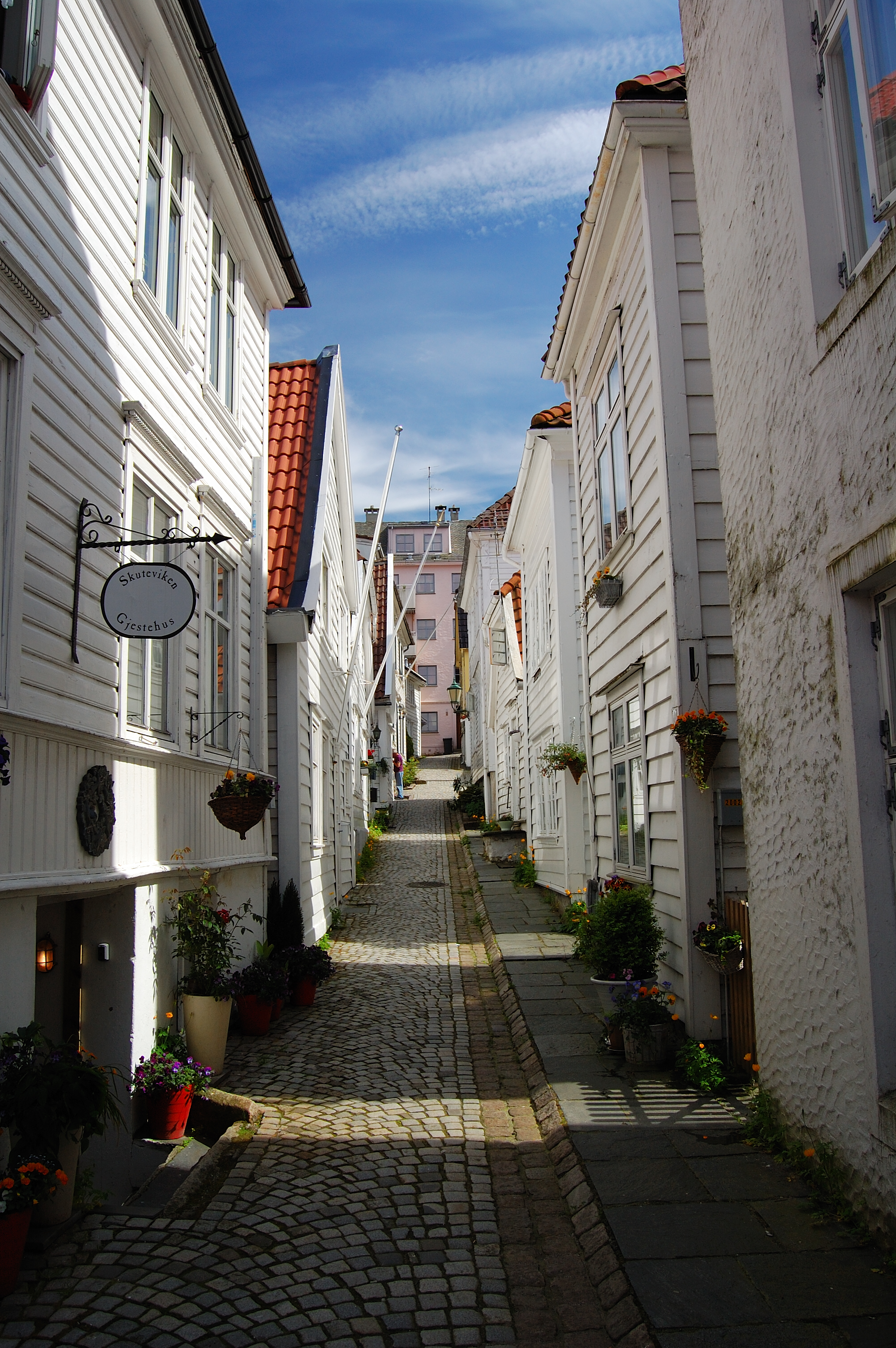
ベルゲン旧市街の狭い通り

同時期、ニュータウンの拡張計画がベルゲン市内で行われ、郊外の拡張された自治体は急速に成長した。ベルゲンの富裕層の市民は19世紀以来、ファナに居住しているが都市の拡張によりより手頃な住宅地の自治体となってきた。同様の進展はオサネやラクセヴォグでも起こっていた。ほとんどの住宅は戸建てのテラスハウスや単身者用の住宅か小規模なアパートメントであった。1972年以来、周辺の自治体とベルゲンは大規模な合併が行われ大規模な開発方法は継続された。しかし、自治体は商業地近くやベルゲンライトレールの将来出来る駅近くに集中させる方法を奨励している。
1950年代から1960年代の大規模な近代化の波は第二次世界大戦におけるダメージによるもので地元の行政当局は大胆な開発や再建計画をベルゲン中心部の多くの地区で立てた。計画にはいくつかの木造住宅の取り壊しも含まれていた。Nordnes、Marken、Stølenといくつかの計画が立てられたが 戦争でももっとも被害を受けた Nordnesだけが実行された。1964年のベルゲン市議会ではMarken全域を取り壊すことに議決したが、強い異論により1974年には戻されている。ブリッゲンは1955年の火災により一部の建物が焼失しその後、その一部か全てが取り壊される危機にあった。その後代わりに破壊するのではなく、残りの建物は最終的に復元し焼けた建物のいくつかの再建も伴った。古い建物の解体はまだ時折起こっており、ごく最近の事例はJonsvollskvartaletがある。

## 教育
ベルゲン市内には64校の小学校 、18校の中学校、20校の高校 があり、同様にベルゲンでは11校が小中一貫校である。ベルゲン・カセドラル・スクールはベルゲンでは一番古くに設立された学校で、1153年にハドリアヌス4世により設立された。
ベルゲン大学は、16,000人の学生と3,000人のスタッフで、ノルウェーでは3番目に大きい教育機関である。大学の創設は1946年と比較的新しいが、調査研究活動はベルゲン博物館として1825年に遡る。大学には、卓越した気候学、石油、中世的信仰の3つの国立センターと幅広い学部、研究などの学問分野がある。メインとなるキャンパスは市中心部にある。大学は医療研究内で協同してハイクラン大学病院を運営している。
Chr. Michelsen Institute (en) は、独立した研究機関として1930年に設立され、人権や開発問題に特化した研究を行っている。
西ノルウェー応用科学カレッジは、6,000人の学生と600人のスタッフが在籍する。教職、工学、健康管理などプロフェッショナルの教育に特化している。カレッジは1994年に統合し創設された。キャンパスは町の周辺に広がっているが、計画では市内のクロンスタントに新しくキャンパスが新設されそこにまとめられる。
ノルウェー経済高等学院は、郊外のサンドヴィケンにある、ノルウェーをリードするビジネススクールである。このビジネススクールは3人のノーベル経済学賞の受賞者を輩出している。約2,700人の学生と350人のスタッフが在籍する。
他の教育機関として、ベルゲン建築大学やベルゲン国立アートアカデミーなどは市の中心部にあり300人の学生がおり、海軍兵学校はラクセヴォグにある。ノルウェー海洋研究所は1900年以来ベルゲンにあり、生態系や養殖に関する研究や提言を行い700名のスタッフが在籍する。

## 経済

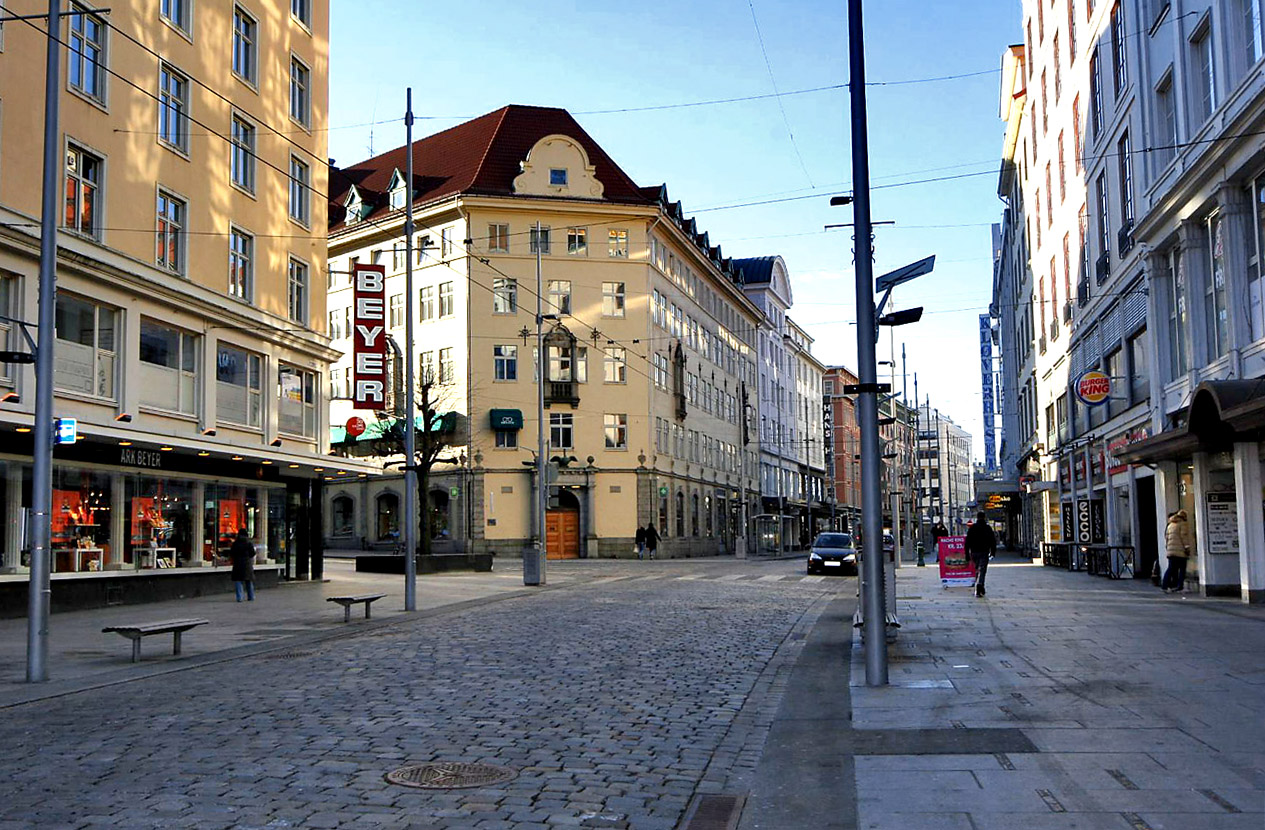
ベルゲンのショッピングストリート　ストラント通り

2004年8月にベルゲンはアメリカのニュース雑誌タイムが名付けたヨーロッパの14の隠れた首都（Europe's 14 "secret capitals"）の一つとされた。
ベルゲンは海洋ビジネスに関しての中心地として認められており、魚介類の養殖、ヨーロッパでは2番目の規模で先進的な海洋研究所（IMR）がある。ベルゲンはノルウェー海軍の中心的な基地であるハーコンスヴァーン海軍基地やベルゲン空港にある広大なノルウェーの北海油田やガス産業のメインとなるヘリポートがあり、ここから何千もの油田やガス田で働く勤務者を送り出している。
ノルウェーでは最大規模のショッピングセンターであるラグーンショッピングセンター（Lagunen Storsenter）がファナにあり、毎年25億4千万ノルウェー・クローナの売り上げがあり、520万人の買い物客が訪れる。
観光はベルゲンにとって重要な収入源となっている。ベルゲン市内のホテルは満室になっている場合があり、これは観光客数の増大と会議の増加による。2006年9月にローリング・ストーンズのコンサートが開かれた時、多くのホテルは既に数ヶ月も前から満室であった。ベルゲンは非公式ながらヴェストラン（ノルウェー西部地方）の主都として見なされており、世界的に有名なノルウェーのフィヨルドの玄関口としてヨーロッパでも随一のノルウェーでは最大のクルーズ船の寄港地となっている。

## 交通

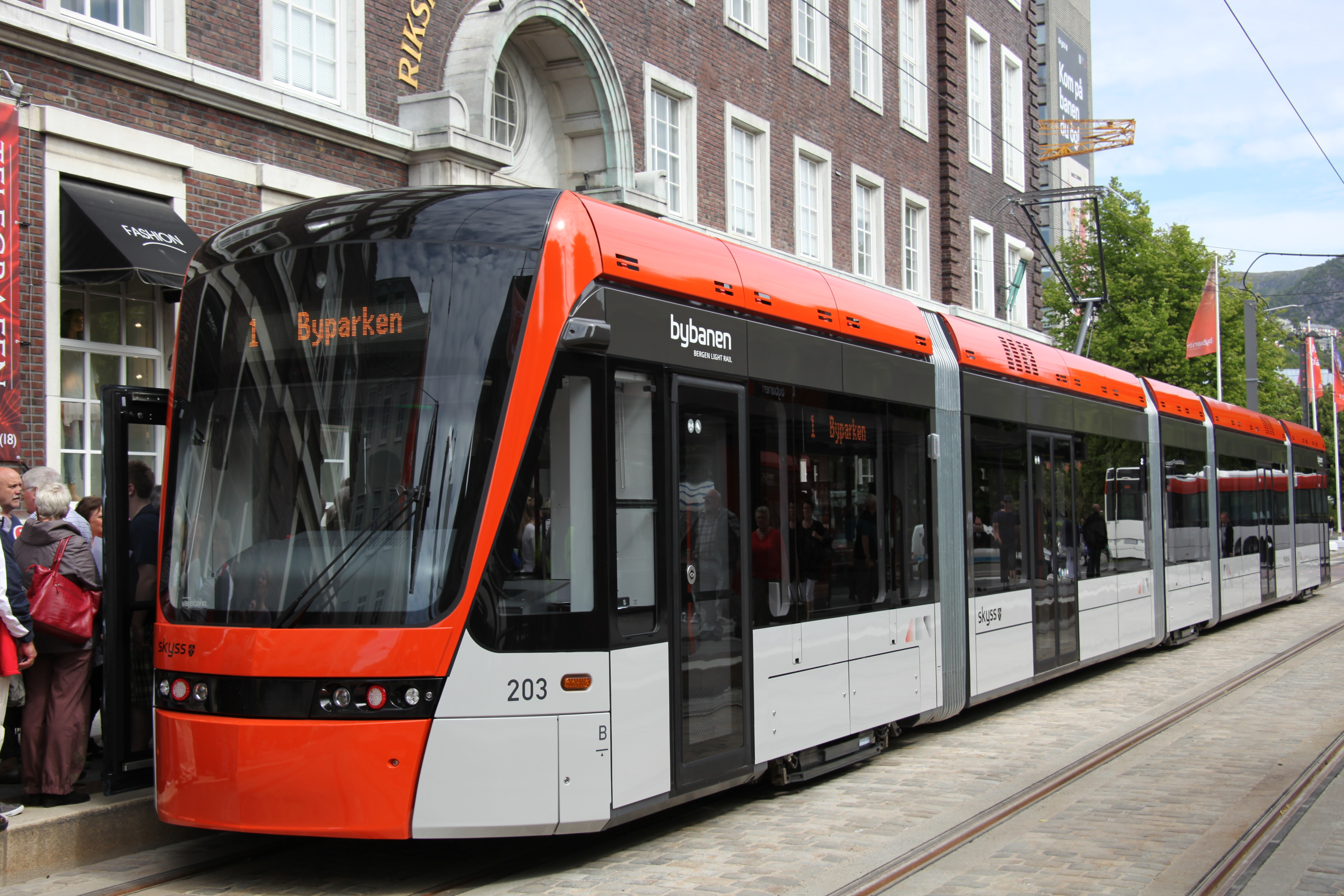
ベルゲン・ライトレールのバリオバーン ビーパルケン電停

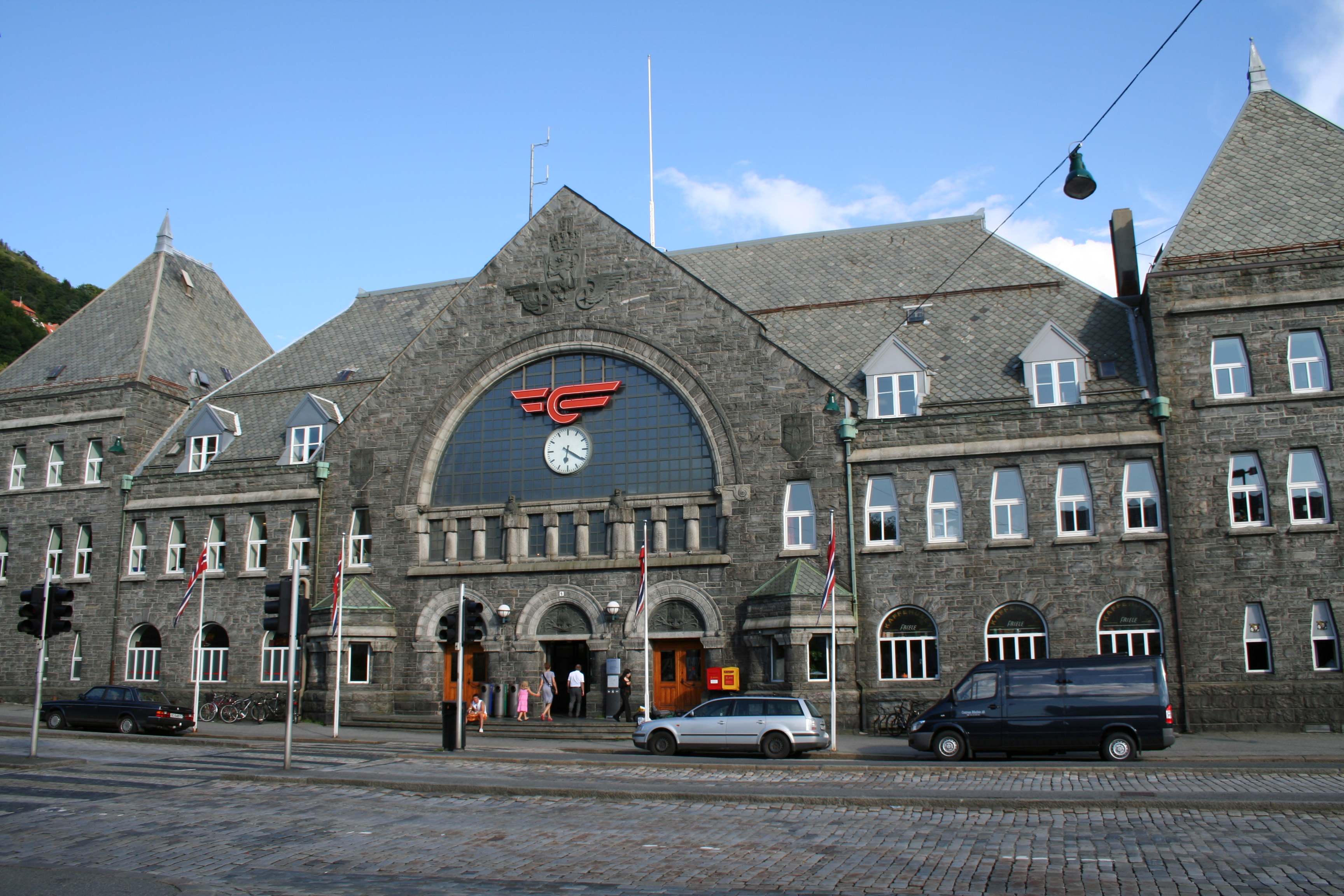
ベルゲン駅

### 航空

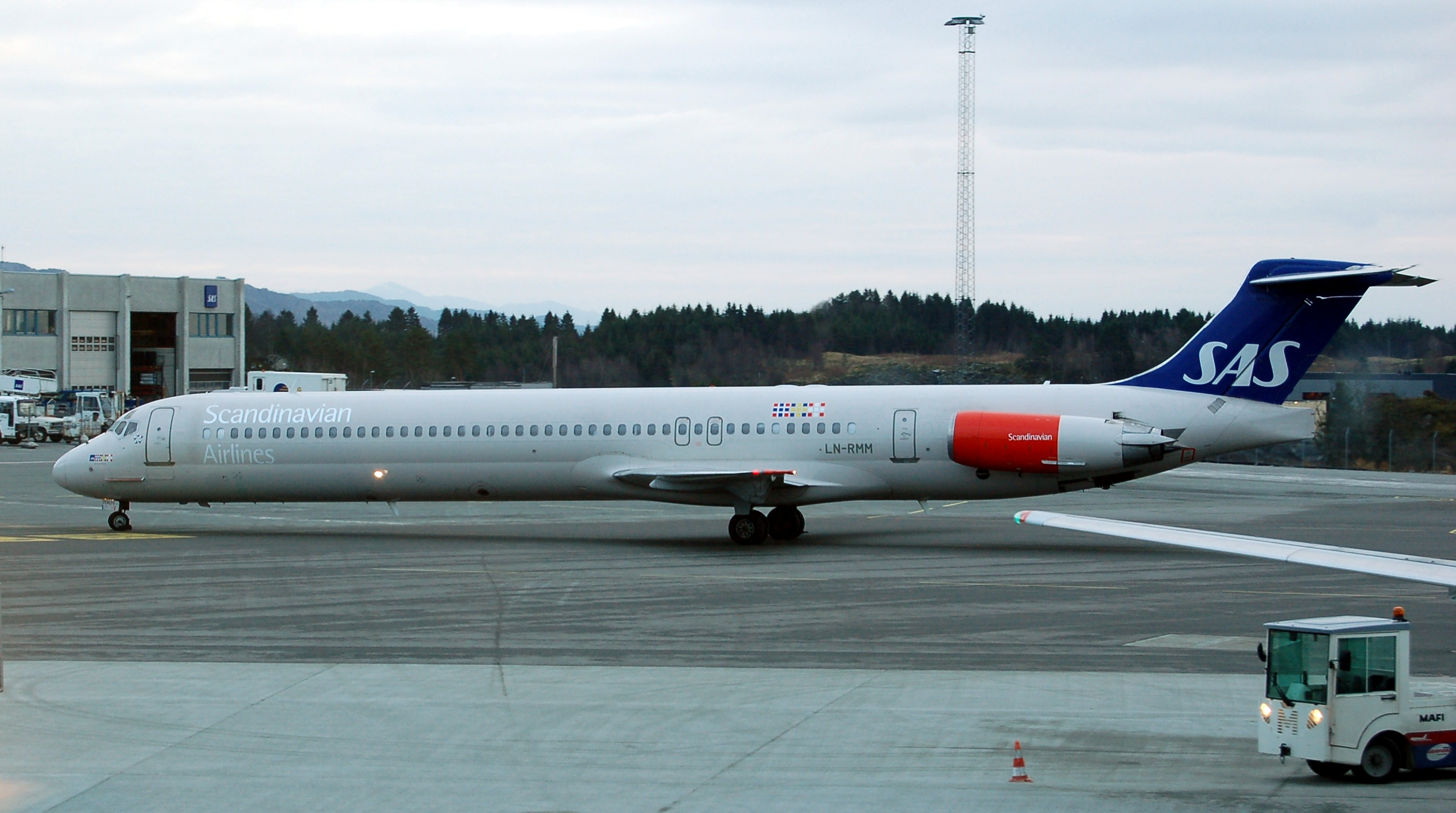
ベルゲン空港

ベルゲン空港が中心部から約18 kilometers (11 mi)離れたフレスランドにある。2011年現在、空港はノルウェー交通・通信省が出資する運営会社アヴィノルによって運営されており、年間560万人の旅客数を有する。ベルゲン空港はスカンジナビア航空、ノルウェー・エアシャトル、ヴィデロー航空のハブ空港となっており、ノルウェー国内20都市、海外53都市に就航している夏の最繁忙期には日本からもチャーター便が就航し、多くの観光客が利用する。

### 港湾
ベルゲン港は、ベルゲン市を含む周辺自治体で組織する管理当局であるベルゲン港湾局により運営されノルウェーでは最大の港である。2011年には264隻のクルーズ船により350,248人の観光客を集めている。2009年現在、ベルゲン港は5600万トンの貨物を取り扱い、ヨーロッパでは9番目に取り扱い量が多い港となっている。ベルゲン港には市中心部から離れた場所に港を移転させる計画もあるが、未だに新しい場所は選ばれていない。
フィヨルド・ラインにより、クルーズ客船がデンマークのヒァツハルスに向け運航されている。ベルゲンは沿岸急行船フッティルーテンの南側のターミナルで、毎日キルケネスに向け定期便が運航されている。双胴船が南方向のハウゲスンやスタヴァンゲル、北方向のソグネ・フィヨルドやノール・フィヨルドに向け運航されている。

### 道路

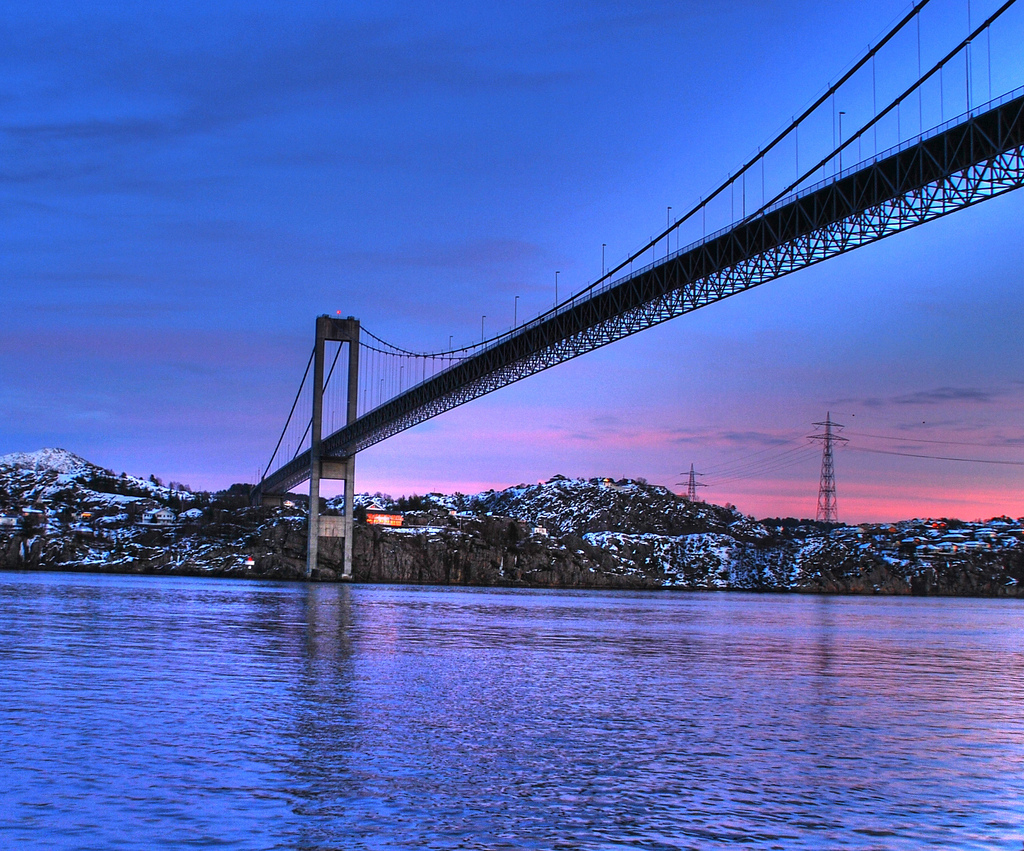
ソトラ橋

ベルゲン市の周辺部には、自動で車の通行料を収受するETCのシステムがあり、オートパスと呼ばれている。幹線道路は欧州自動車道路39号線（E39）がベルゲン市域を南北に通りE16が東方向に進み、国道555号線（Riksvei 555）が西方向へ進んでいる。ノルトホラント橋、オスケイ橋、ソトラ橋、オステレイ橋などベルゲンにある4つの主要な橋により近隣の自治体と結ばれている。ビュレイとはビュレイトンネルを経由結ばれている。

### 鉄道

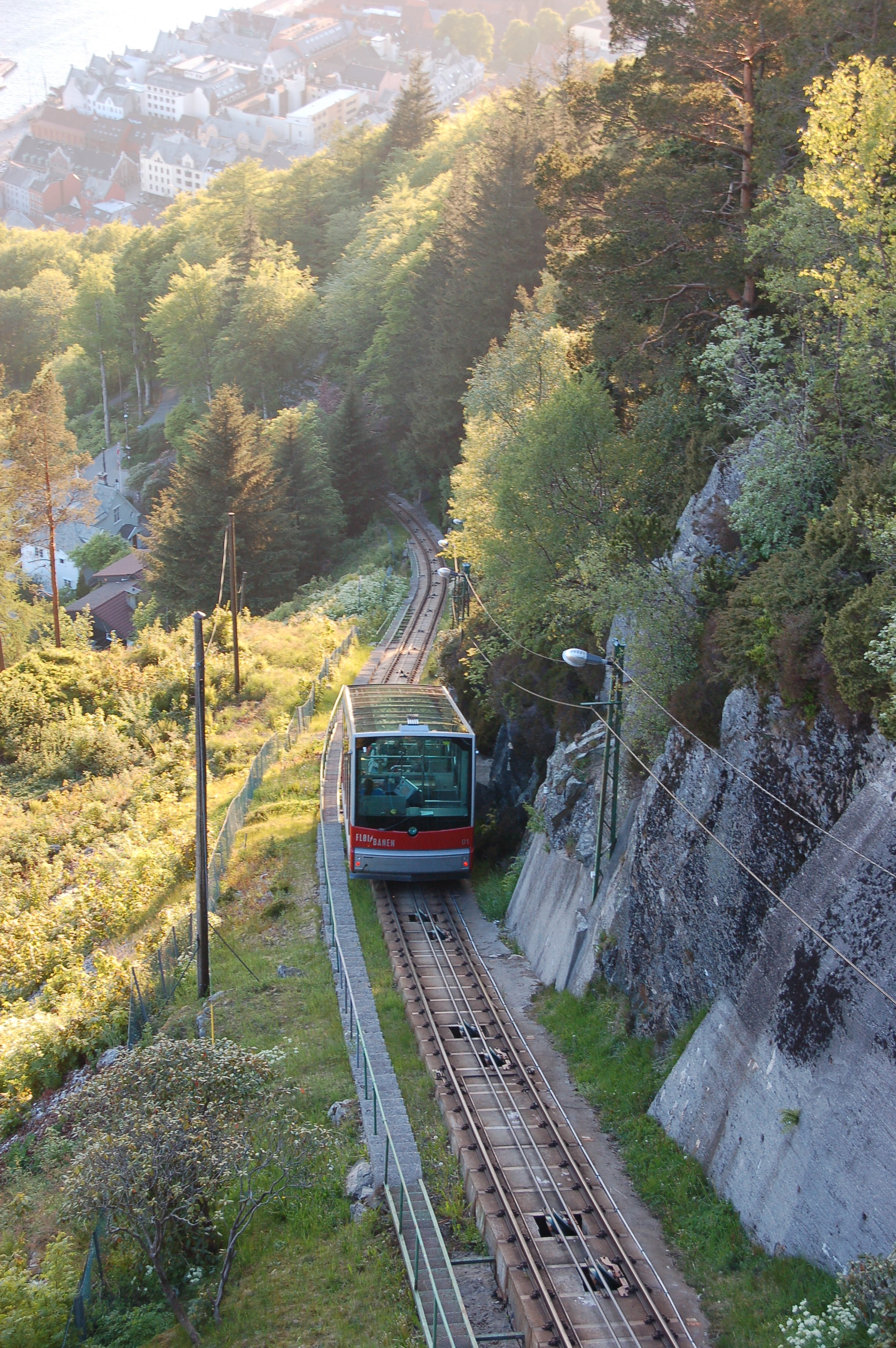
フロイエン山を登るフロイエンケーブルカー

ベルゲン駅は、オスロから496kmを走り抜けて来たベルゲン線の終着駅である。ノルウェー国鉄により、ベルゲンとオスロを結ぶ特急列車やベルゲンとヴォスの間を結ぶベルゲン通勤鉄道が運行されている。ベルゲンとアルナ駅との間で終日にわたり30分間隔で途中のウルリケントンネルを通り電車が運行され鉄道によるベルゲン都市圏の旅客輸送が担われている。この区間は並行して走る道路トンネルがなく、車はオサネ（Åsane）を経由しなければならない。

### 公共交通
ホルダラン県の公共交通は、ホルダラン県が出資するシェイス(シャトル)により運営され、ベルゲンを始め、周辺自治体に路線バス網が広がっており 、トロリーバス1系統も含まれる。ベルゲン・ライトレールと呼ばれるトラムが市中心部とネストゥン（Nestun）の間を2010年から結んでいる。今後の予定では、2013年にローダル（Rådal）、2015年にベルゲン空港まで延伸される予定である。トラムの路線拡張はその後も各行政区で行われる予定である。市中心部とフロイエン山山頂がケーブルカーによって結ばれている。近郊のウルリケン山はロープウェイにより麓と結ばれている。

## 文化

### メディア
Bergens Tidende（BT）とBergensavisen（BA）は、ベルゲンではそれぞれ2006年現在87,076部、30,719部と、発行部数が最大の新聞である。BTはホルダラン県とソグン・オ・フィヨーラネ県をカバーする地方紙で、BAはベルゲン大都市圏に特化している。
他にベルゲンで発行されている新聞には、キリスト教系の Christian nationalとDagenがあり、発行部数は8,936部あり、TradeWindsは国際的な海運の業界紙である。ファナにはFanaposten、アルナにはBygdanyttそれぞれ地元のローカル紙がある。テレビ局ではノルウェーでは最大の民放でベルゲンを拠点とするTV2がある。

### 芸術・演劇
グリーグホールは、1978年に完成し1,500席を備えるベルゲンのメインとなる文化施設で、1765年に設立されたベルゲン・フィルハーモニー管弦楽団とベルゲン・ウッドウィントクインテットが本拠地としている。ダンスの一団Carte Blancheもまたベルゲンを代表するものである。
毎年開催されるベルゲン国際フェスティバルは、ベルゲンのメインとなる文化行事で、ベルゲン国際映画フェスティバルがそれを補完する。
ベルゲンからは二人の世界的に著名な作曲家であるエドヴァルド・グリーグとオーレ・ブルを輩出している。グリーグの家であるトロルハウゲンは博物館になっており、ベルゲン国際フェスティバルの開催時にはコンサートが行われる。1990年代後半から2000年代前半にかけベルゲンからはポップやロック、ブラックメタルなどの分野からアーティストを輩出し成功し、これらはまとめてベルゲンウエーブとして知られている。ベルゲン出身の音楽グループでは、バーズム、ゴルゴロス、トーケ、エンスレイヴド、キングス・オブ・コンビニエンスなどがノルウェーを始め世界的に知られている。
国立劇場（Den Nationale Scene）は、ベルゲンのメインとなる劇場で、1850年に設立され、ヘンリック・イプセンは芸術監督して最初に作成し上演している。ベルゲンの近代美術と現代美術はBIT Teatergarasjen、United Sardines Factory、Bergen Center for Electronic Artsが中心となっている。2000年にはベルゲンは欧州文化首都であった。Buekorps (en) はベルゲンの文化を特徴付けるもので、7歳から21歳までの青少年が模造品の武器とスネアドラムで行進する。

### スポーツ
SKブランは、ベルゲンに本拠地を置くサッカークラブチームで、ノルウェーのプロ1部リーグエリテセリエンのチームで、設立は1908年である。1963年からは7年だけ1部リーグであったが、1987年からはコンスタントに1部リーグに残留している。1961-62年と1963年、2007年のリーグ優勝チームでありUEFAカップウィナーズカップ 1996-97では準々決勝まで進んでいる。SKブランは収容人数17,824人のブラン・スタディオンでプレーしている。FK Fyllingsdalen (en) はベルゲンでは2番目に良く知られたチームで、ノルウェー2部リーグに属する。1990年、1991年、1993年には1部リーグに属していた。Arna-Bjørnar (en) とIL Sandviken (en) はサッカー女子1部リーグ (en) に属する。Bergen IK (en) はアイスホッケーのクラブチームでBergenshallenでプレーし、1部リーグに属する。ベルゲンには他にもハンドボールのクラブチーム等がある。

### ベルゲンの言葉
バルゲンスキと呼ばれるベルゲンの地元の言葉はノルウェー西部の方言の一種である。この言葉は14世紀半ばから18世紀にかけてやって来た商人が使っていた低地ドイツ語の影響を強く受けている。1536年から1814年にかけてのデンマーク＝ノルウェー時代にベルゲンでは他のノルウェーの地域に比べてより強いデンマーク語の影響を受けていた。デンマーク語の影響は女性性 (文法)を16世紀に取り除き、ノルウェーの方言では数少ない3つの性文法のうち2つしかないバルゲンスキを作っている。Rsはフランス語のような口蓋垂ふるえ音で、おそらくベルゲンで18世紀の長い間2、3代かけて歯茎ふるえ音を追い越した。識字率が改善し、バルゲンスキは19世紀から20世紀にブークモールの影響を受けた。これは大部分でドイツ語のつながった語彙の消滅と、発音が東ノルウェー方言に向かってわずかにシフトしている。

## ゆかりの人物
- エドヴァルド・グリーグ - 作曲家
- オーレ・ブル - 作曲家
- ハラール・セーヴェルー - 作曲家
- ヴァルグ・ヴィーケネス - ヘヴィメタルミュージシャン
- アラン・ウォーカー - DJ,音楽プロデューサー
- エファメラ - 女性3人組のバンド
- ヤーレ・ロッセラン（ノルウェー語版） - 版画家[107]。

## 姉妹都市
- イェーテボリ（スウェーデン王国）
- トゥルク（フィンランド共和国）
- オーフス（デンマーク王国）
- ニューカッスル・アポン・タイン（イギリス）
- シアトル（アメリカ合衆国ワシントン州）
- アスマラ（エリトリア国）
- スウォンジ（ウェールズ）